# 제롬 페르낭데즈
제롬 페르낭데즈(프랑스어: Jérôme Fernandez, 1974년 11월 15일~)는 프랑스의 핸드볼 선수, 감독으로 현역 시절 포지션은 레프트백이다. 스페인의 리가 아소발 클럽인 FC 바르셀로나와 BM 시우다드 레알 등에서 프로 활동을 하였으며, 2005년과 2009년에 EHF 챔피언스리그 우승을 차지했다. 또한 프랑스의 몽펠리에 HB 소속으로 프랑스 리그 2번 우승, 리가 아소발에서 4번 우승을 차지했다.
프랑스 국가대표팀 선수로서 올림픽 금메달(2008, 2012), 세계 선수권 대회 4회 우승(2001, 2009, 2011, 2015), 유럽 선수권 대회 3회 우승(2006, 2010 , 2014)을 달성했다. 또한 국제 경기에서 1463골을 넣어 프랑스 대표팀 최다 득점 기록을 보유하고 있다. 은퇴 후에는 핸드볼 지도자가 되어 2015년부터 2020년까지 페이덱스 위니베르시테 클뤼브의 감독을 맡았다.